# The King Will Come
The King Will Come – dziewiąty album koncertowy Wishbone Ash.

## Lista utworów
Album zawiera utwory:
1. Rest in Peace – 6:45
2. The King Will Come – 6:26
3. Trust in You – 5:16
4. Persephone – 7:48
5. Moonshine – 3:33
6. Half Past Lovin' – 7:17
7. Rock & Roll Widow – 5:35
8. Time Was – 7:20
9. Ballad of the Beacon – 2:46
10. The Warrior  – 6:07
11. Throw Down the Sword – 6:05
12. Blowin' Free – 5:32
13. Doctor – 6:06